# Vol à la ramastic
Le vol à la ramastic ou à la ramastique est une escroquerie décrite par Vidocq au XIXe siècle. 
Cette escroquerie est encore pratiquée de nos jours, sous de multiples formes, reposant toujours sur la perspective d’un profit substantiel escompté de la revente rapide d’un objet obtenu à un prix dérisoire.
Elle s’apparente à l’escroquerie dite à la lettre de Jérusalem, également décrite par Vidocq, et dont s'est inspiré l'arnaque dite à la fraude 4-1-9.

## Étymologie
Typiquement, l'escroquerie commence par un objet trouvé par terre, que quelqu'un ramasse, d'où le mot argotique ramastic. Vidocq nomme ceux qui pratiquent cette escroquerie les ramastiqueurs.

## Déroulement de l'escroquerie
Un objet précieux, par exemple une bague ou une montre, éventuellement dans un écrin et accompagné d’une facture ou d’un certificat d’authenticité, est abandonné sur le sol, ou même « perdu » sous les yeux de la victime. Au moment où celle-ci le ramasse, un escroc s’approche et affirme avoir vu l’objet au même moment, demandant à partager la trouvaille. Il accepte d’y renoncer moyennant une somme d’argent très inférieure à la valeur supposée de l’objet, qui s’avérera être sans valeur.

## Dans la culture populaire
Dans American Gods, Neil Gaiman raconte une variante du vol à la ramastic, le « coup du violon », où la victime acquiert un violon en pensant qu'il s'agit d'une pièce de collection valant beaucoup plus que la somme qu'elle dépense.
Dans Better Call Saul, Jimmy se lie d'amitié pendant une soirée avec une victime. Plus tard, en sortant du bar, ils croisent un homme à terre et supposément ivre qui n'est autre que le complice de Jimmy. Ce dernier fait remarquer à la victime la montre et lui dit de la prendre. Après l'avoir examinée il déclare que c'est une montre suisse et désire la ramener chez lui pour une expertise plus poussée. La victime refuse. Jimmy insiste alors. Par l'insistance de Jimmy, la victime suppose que la montre est de grande valeur et une dispute éclate entre les deux personnages. Un compromis est offert par Jimmy qui propose de laisser la montre contre 500$ en insistant sur le fait que la valeur de la montre est bien plus élevée. Bien sûr la montre n'est qu'une montre ordinaire.
Dans La Grande Encyclopédie du dérisoire, de Bruno Léandri, il mentionne également ce type de fraude, prenant l'exemple d'une bague prétendûment précieuse servant ainsi d'accessoire.